# Sobór Zaśnięcia Matki Bożej w Taszkencie
Sobór Zaśnięcia Matki Bożej – prawosławny sobór w Taszkencie, od 1945 katedra eparchii taszkenckiej.
Cerkiew powstała w latach 60. XIX wieku przy rosyjskim szpitalu i cmentarzu wojskowym w Taszkencie. Została poświęcona 30 września 1871, zaś jej pierwszym patronem był święty Pantelejmon. Z powodu wzrostu liczby wiernych uczęszczających do erygowanej przy świątyni parafii konieczna była rozbudowa obiektu. Środki na powiększenie świątyni pochodziły z kwesty; 3000 rubli na ten cel przekazał generał-gubernator Kaufman, zaś budowę dzwonnicy w sąsiedztwie cerkwi w całości sfinansował kupiec Dmitrij Zacho. Poświęcenie świątyni po przebudowie miało miejsce 31 stycznia 1879.
Od 1917 do 1933 świątynia była w rękach zwolenników niekanonicznej Żywej Cerkwi. Następnie została zamieniona na jeden z magazynów sanitarnych Okręgu Wojskowego Azji Środkowej. Prawosławni odzyskali obiekt dopiero w 1945. W tym samym roku został on ponownie poświęcony, otrzymując nowe wezwanie Zaśnięcia Matki Bożej oraz przybierając funkcję soboru katedralnego eparchii taszkenckiej i Azji Środkowej. W latach 1958–1960, z inicjatywy biskupa taszkenckiego Hermogena (Gołubiewa), obiekt został całkowicie przebudowany i 4 września 1958 rekonsekrowany. Po kolejnym gruntownym remoncie sobór został poświęcony 1 października 2017 r. przez patriarchę moskiewskiego i całej Rusi Cyryla.

## Galeria

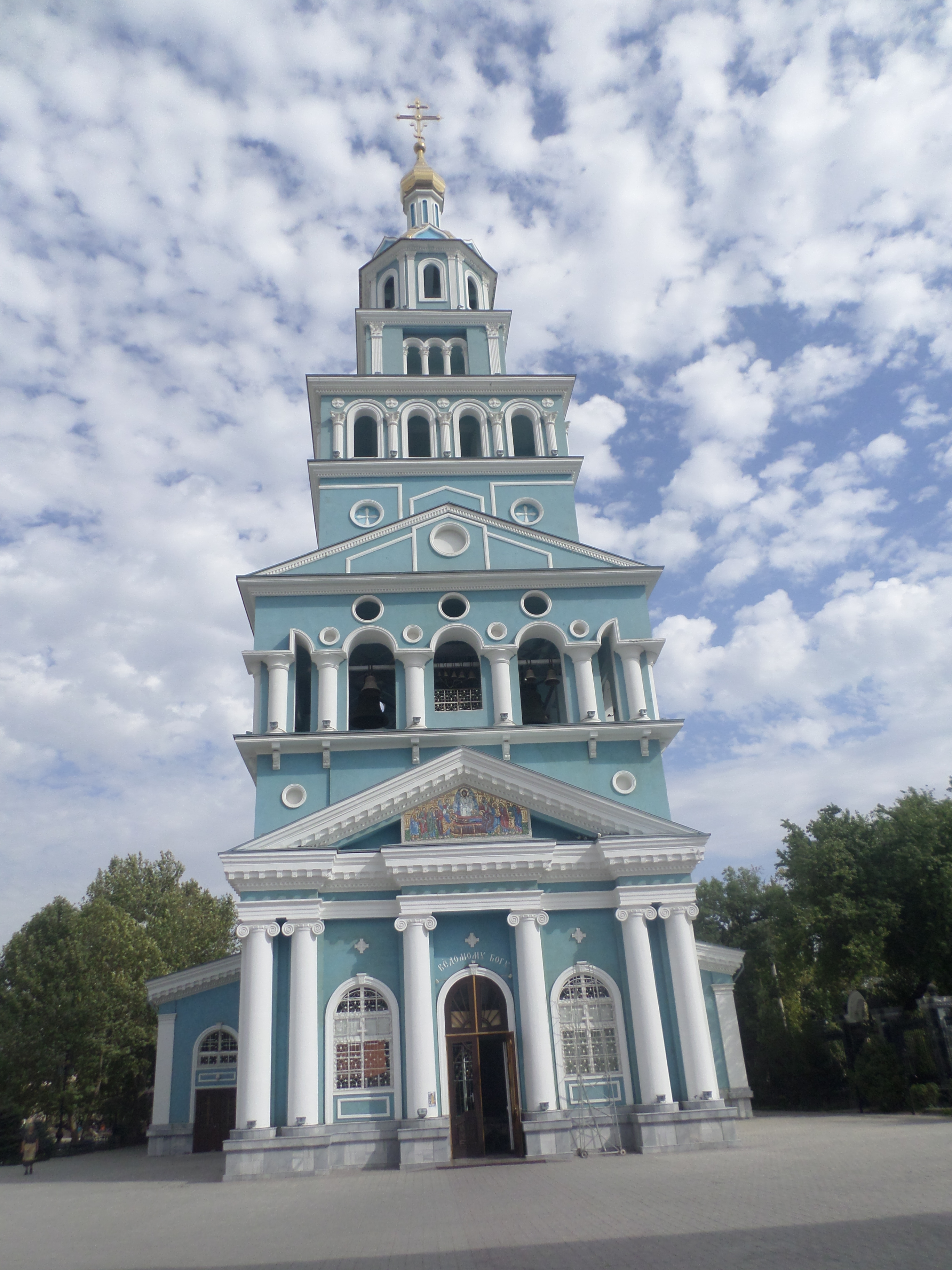
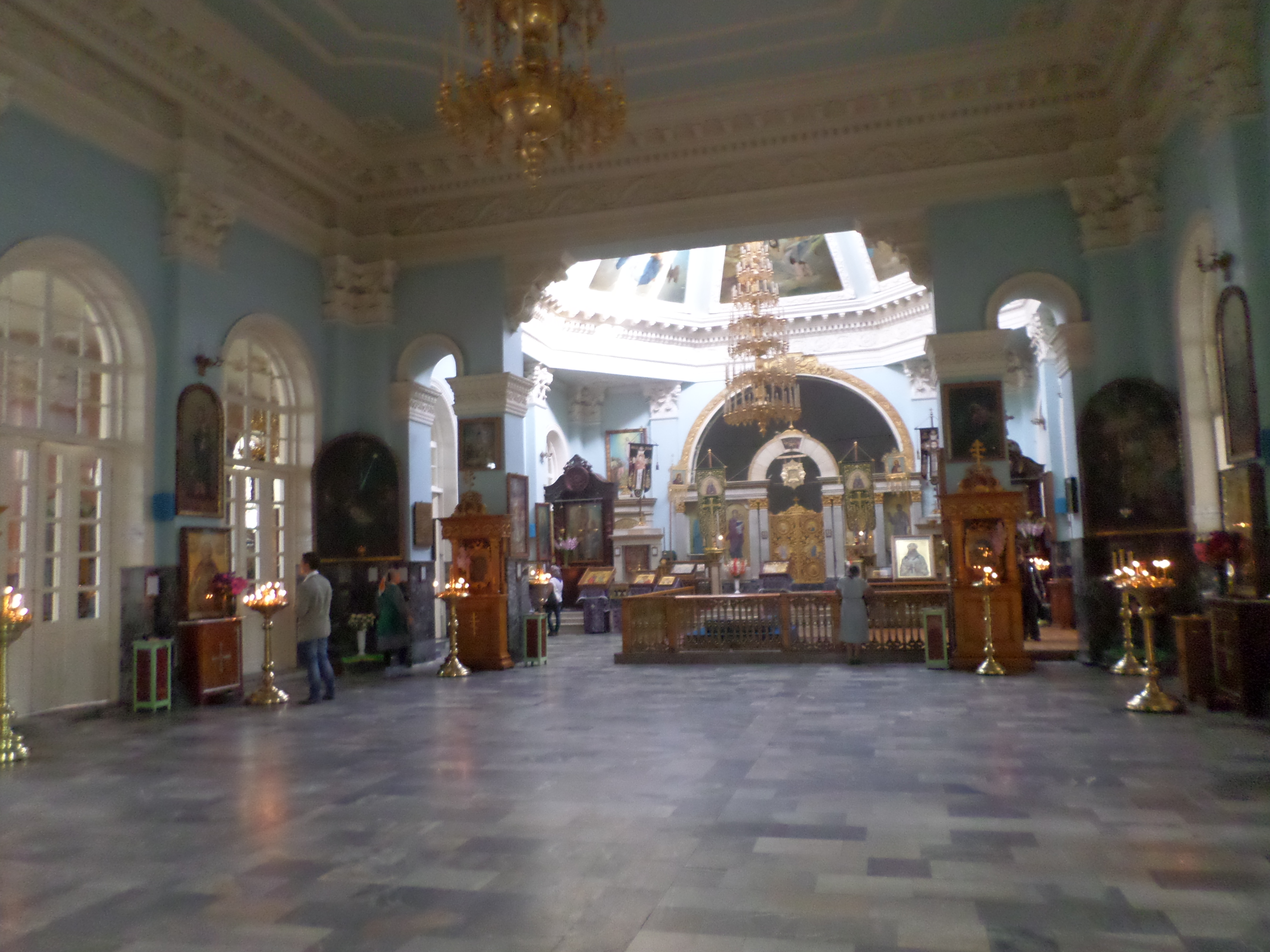
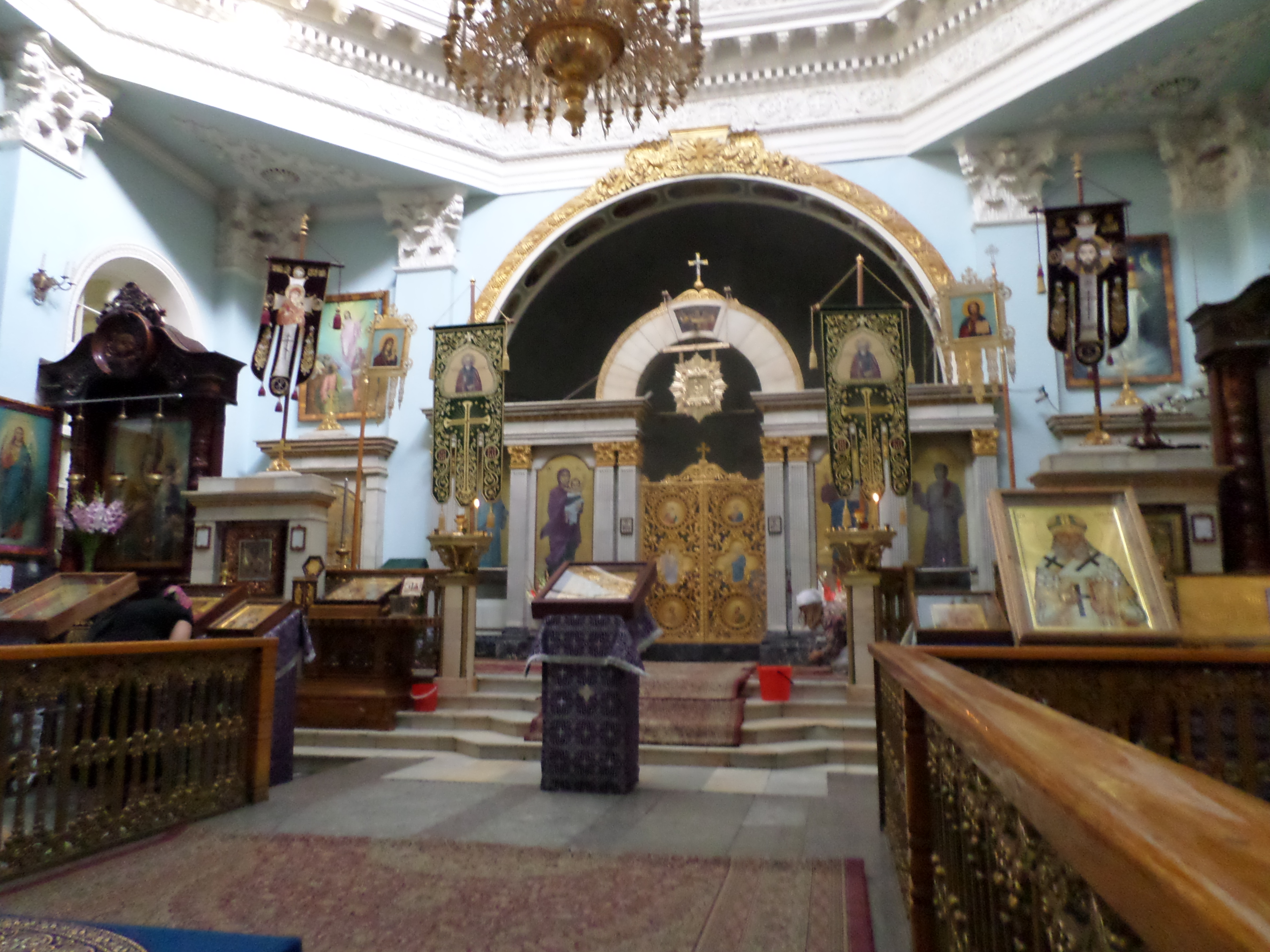
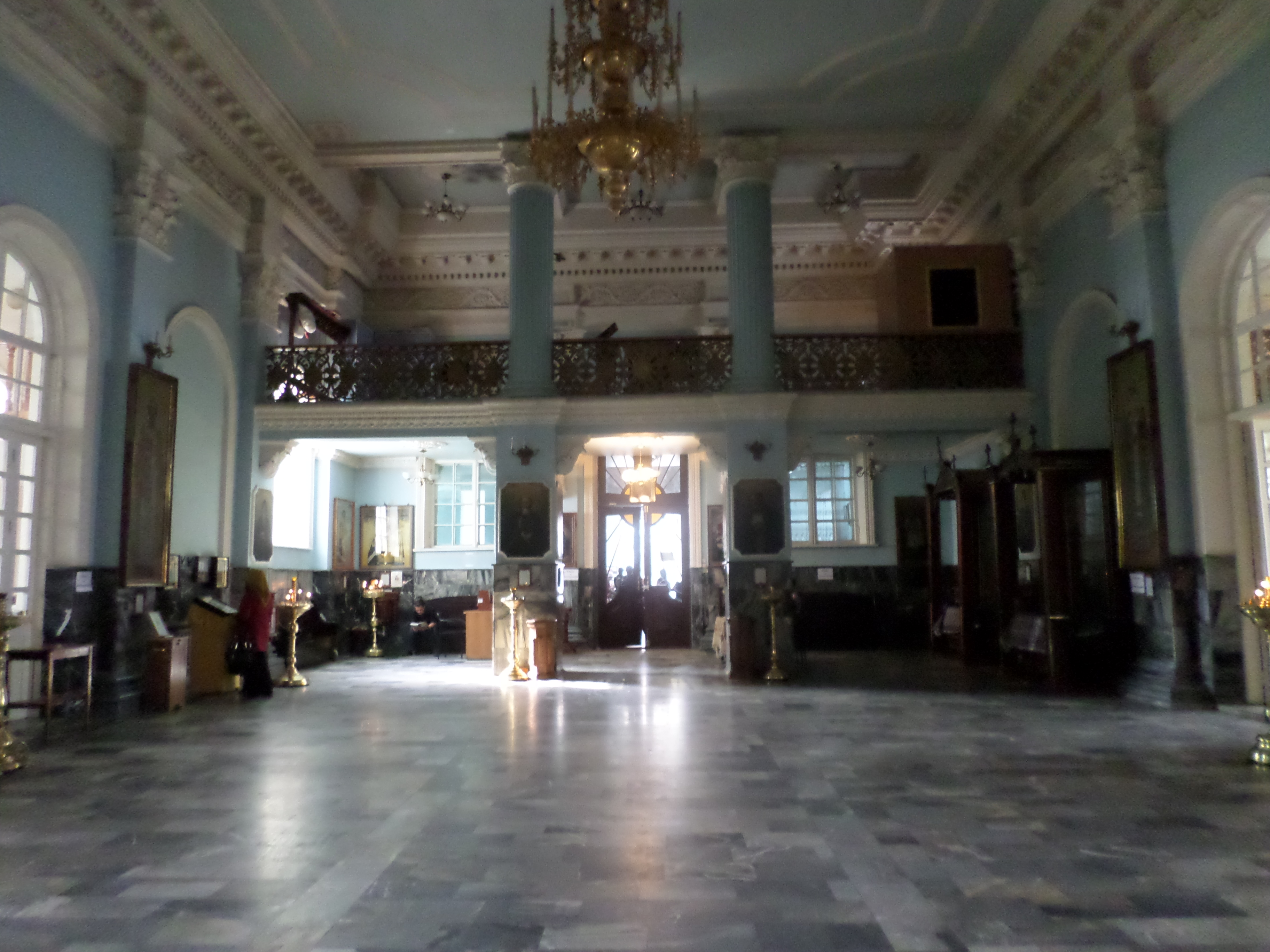